# Nazi Zombie Battleground
 Nazi Zombie Battleground (OT: Battlefield Death Tales) ist ein britischer Episodenfilm von den Regisseuren James Eaves (Medal of Horror), Alan Ronald (Harriet’s War) und Pat Higgins (Devils of the Blitz). Der Film enthält keine Rahmenhandlung. Alle drei Episoden sind Horrorfilme, die während des Zweiten Weltkriegs spielen.

## Handlung
Medal of Horror

George ist Soldat und Frauenschwarm. Nachdem er die Tochter des Majors betrogen hat und seinen eigenen Tod vortäuschte, während er sich in Wirklichkeit mit einer Varieté-Tänzerin amüsierte, wird er gezwungen an einer Art Selbstmordkommando teilzunehmen. Er soll hinter die feindlichen Linien vordringen und die Tochter des Majors aus den Händen der sadistischen SS-Offizierin Jezabel zu befreien. Beim Vorstoß lässt er einen Kameraden auf dem Schlachtfeld liegen, kann sich aber tatsächlich bis zur Nazibasis von Jezabel vorarbeiten. Dort wird er jedoch gefangen genommen und von einem sogenannten Nazibot, der als Lügendetektor fungiert, ausgequetscht. Es gelingt George Jezabel zu töten, dabei verliert jedoch auch die Tochter des Majors ihr Leben. George versucht zurück zur Basis zu gelangen, wird aber von dem Soldaten getötet, den er auf dem Schlachtfeld zurückgelassen hat und der zwischenzeitlich zum Zombie mutierte.

Harriet’s War

Harriet Price ermittelt in einem mysteriösen Mordfall in der britischen Provinz. Dabei ist ihr der Dorfpolizist P.C. Jones zugeteilt. Sie ist eine der wenigen parapsychologischen Ermittlerinnen der britischen Armee und vermutet einen Geist hinter dem Mord. Das Opfer ist übersät mit Hakenkreuzen, die scheinbar in sein Fleisch eingeritzt wurden. Als sie versucht, dem Geist eine Falle zu stellen, erscheint er tatsächlich. Als P.C. Jones auf ihn schießt, verschwindet er. Der Geist bringt die beiden auf die Spur der Mutter des Opfers. Diese hatte einen Nazi-Piloten gefangen genommen, der bei einem Bombenangriff abgestürzt war. Sie quälte ihn, indem sie Hakenkreuze in seinen Körper ritzte. Die Schmerzen übertrug der Soldat in bewusstlosem Zustand an zufällige Opfer. Als P.C. Jones beide erschießt ist der Fluch gebrochen. P.C. Jones geht mit Harriett nach London und wird dort ihr Gehilfe.
Devils of the Blitz

Eine Familie versteckt sich während des Blitzes im Haus des Großvaters Graham. Dieser verachtete den Arthur, Vater von Ruth, wegen dessen angeblicher Feigheit. Tatsächlich wurde Arthur jedoch von den gefräßigen Spider Devils angegriffen und schwer verletzt. Diese neue Geheimwaffe der Nazis sind kleine, gefräßige Dämonen. Sie haben sich auch in London eingenistet und befinden sich im Bunker von Graham. Nachdem sowohl Mary, die Mutter, und Graham ihr Leben lassen müssen, gelingt es Ruth eines der Spider Devils zu töten.

## Hintergrund
Nazi Zombie Battleground ist ein Low-Budget-Anthologiefilm, der unter anderem Anspielungen auf Filme wie Ghoulies und Ilsa, She Wolf of the SS enthält. Es ist außerdem eine Art Fortsetzung zu dem Film Bordello of Blood – Death Tales (2009) von den gleichen Regisseuren.
Der Film erschien am 13. August 2012 im Vereinigten Königreich als DVD-Premiere. In Deutschland wurde er am 26. Juli 2013 als DVD und Blu-Ray veröffentlicht. Im Laufe der Jahre wurde er außerdem unter den Titeln Nazi Hellfire und Nazi Zombies – Conspiracy of the Reich erneut veröffentlicht.

## Kritiken
Das Lexikon des internationalen Films bezeichnete die drei Kurzfilme als „lahme Versuche, mit Nazi-Symbolik und Horror Kasse zu machen.“ DerBlog Filmchecker wiederum bezeichnet ihn als „ein erfrischend andersartiger Anthologiefilm, der eine durchweg erheiternde Figur macht.“